# 홍성철
홍성철(洪性澈, 1926년 4월 6일~2004년 5월 2일)은 대한민국의 공직자이자 외교관이다. 본관은 남양(南陽)이다.
황해도 은율군 출생이며, 경기고등학교 및 서울대학교 상과대학 경제학과를 나왔다. 1949년 대한민국 해병대에 자원 입대하여 군 생활을 하였고, 6.25 전쟁 당시 인천상륙작전을 지휘한 맥아더 장군 부대에서 통역 임무를 맡았다. 1962년 駐미 참사관 및 공사를 시작으로, 1966년 정일권 국무총리비서실장, 1970년 청와대 정무수석비서관, 1973년 내무부 장관, 1979년 보건사회부 장관을, 노태우 정부로부터 원만한 대인 관계 및 업무 처리 능력을 인정 받아 대통령비서실장, 국토통일원 장관, 민주평화통일자문회의 수석부의장 등을 역임하였다. 공직에서 은퇴한 뒤에는 고향을 잃은 이북5도민들의 조직인 황해도민회 명예회장으로 일하였고, 소록도 나환자들을 돕는 상록회를 주도하여 소외된 이들을 도왔다. 독실한 로마 가톨릭교회 신자였으며, 2004년 5월 2일 세상을 떠났다.

## 학력
- 경기고등학교 졸업
- 서울대학교 상과대학 경제학과 학사
- 대한민국 국방대학교 행정학 학사 1기(1956년)

## 약력
- 1949년: 대한민국 해병대 소위 임관
- 1956년: 대한민국 해병대 대령 진급
- 1962년: 대한민국 해병대 대령 예편
- 1962년~1966년: 駐미국 참사관, 공사
- 1966년 9월~1970년 12월: 제2대 국무총리비서실 실장
- 1970년~1973년: 대통령 정무수석비서관
- 1973년 12월~1974년 8월: 제35대 내무부 장관
- 1976년~1978년: 국제문화협회 회장
- 1978년 12월~1979년 12월: 제17대 보건사회부 장관
- 1979년~1982년: 기술검정공단 이사장
- 1979년~1982년: 기능올림픽 이사장 겸 기능올림픽 한국위원장
- 1983년~: 평통자문회의 운영위원 겸 정책심의분과위원장
- 1983년~: 정책심의분과 위원장
- 1984년~1994년: 황해도민회 회장
- 1984년~1988년 2월: 식품공업협회 회장
- 1985년~: 1천만 이산가족 재회추진위원회 부위원장
- 1985년~1988년 2월  평통자문회의 수석부의장 겸 서울지회장
- 1986년~: 일평회 회장
- 1986년~: 이북도민중앙연합회장
- 1986년~: 평화의 댐 건설지원범국민추진위원회 부위원장 겸 서울지회장
- 1987년 2월~1988년 2월: 민족통일중앙협의회 의장
- 1987년~: 국무총리 인권보호특위원
- 1988년~: 민주화합추진위원
- 1988년 2월~1990년 3월: 제14대 대통령비서실 실장
- 1988년~: 행정전산망조정위원장
- 1990년 3월~1990년 12월: 제15대 통일원 장관
- 1991년~: 평통자문회의 수석부의장
- 1991년~: 통일원 고문
- 1993년 4월~: 1백년계획 천진암대성당 건립위원회 부위원장
- 1994년~: 황해도민회 명예회장
- 1994년 6월~: 고당 조만식선생 기념사업회 이사
- 서울대상대 3.6 동창회 회장
- 1996년 2월~: 평화문제연구소 고문
- 1997년 6월~: 청와대 통일고문회의 고문
- 1998년 5월~: 흥사단 명예단우